# District de Košice IV
Le district de Košice IV est l'un des 79 districts de Slovaquie dans la région de Košice et l'un des 4 districts de la municipalité de Košice.

## Démographie

### Évolution de la population
| Année:               | 1994.  | 2004.   | 2014.   | 2024.   |
| -------------------- | ------ | ------- | ------- | ------- |
| Nombre de personnes: | 60 781 | 56 634  | 59 729  | 55 825  |
| Différence:          |        | -6,82 % | +5,46 % | -6,53 % |

| Année:               | 2023.  | 2024.   |
| -------------------- | ------ | ------- |
| Nombre de personnes: | 56 143 | 55 825  |
| Différence:          |        | -0,56 % |

## Liste des communes
Source :
Ville :
- Košice

Quartiers :
- Barca (Košice)
- Juh
- Krásna
- Nad jazerom
- Šebastovce
- Vyšné Opátske